# Associazione Calcio Stabia 1952-1953
Questa voce raccoglie le informazioni riguardanti l'Associazione Calcio Stabia nelle competizioni ufficiali della stagione 1952-1953.

## Rosa
| N. |                   | Ruolo | Calciatore        |
| -- | ----------------- | ----- | ----------------- |
|    | Italia (bandiera) | A     | Roberto Beghi     |
|    | Italia (bandiera) | A     | Michele Bisogno   |
|    | Italia (bandiera) | C     | Fulvio Castaldi   |
|    | Italia (bandiera) | D     | Fernando Casuzzi  |
|    | Italia (bandiera) | A     | Gino Cereseto     |
|    | Italia (bandiera) | C     | Costantino Cutolo |
|    | Italia (bandiera) | C     | Esposito          |
|    | Italia (bandiera) | C     | Antonio Francese  |
|    | Italia (bandiera) | C     | Luigi Ganelli     |
|    | Italia (bandiera) | C     | Gatti             |

| N. |                   | Ruolo | Calciatore         |
| -- | ----------------- | ----- | ------------------ |
|    | Italia (bandiera) | C     | Benedetto Gisci    |
|    | Italia (bandiera) | A     | Imparato           |
|    | Italia (bandiera) | P     | Francesco Mazzetti |
|    | Italia (bandiera) | C     | Bruno Nardi        |
|    | Italia (bandiera) | P     | Virgilio Ragnetti  |
|    | Italia (bandiera) | C     | Luciano Riconda    |
|    | Italia (bandiera) | D     | Sergio Rollino     |
|    | Italia (bandiera) | C     | Franco Tanelli     |
|    | Italia (bandiera) | D     | Renato Tiriticco   |
|    | Italia (bandiera) | D     | Luigi Vultaggio    |

## Risultati

### Serie C

#### Girone di andata
| Arbitro: | Ferrari (Milano) |

|                             |           |  |
| Massagrande 40’ Turrini 50’ | Marcatori |  |

| Arbitro: | Lo Bello (Siracusa) |

|                        |           |                          |
| Bisogno 7’ Casuzzi 89’ | Marcatori | 19’ Brignone 32’ Finotto |

| Arbitro: | Menchini (Udine) |

|                              |           |  |
| Prati 23’ Mariani 69’ (rig.) | Marcatori |  |

| Arbitro: | Raulle (Roma) |

|                       |           |                            |
| Cereseto 3’ Beghi 53’ | Marcatori | 82’ Minervini 84’ Bonacchi |

| Arbitro: | Ferrara (Milano) |

|              |           |             |
| Francese 39’ | Marcatori | 21’ Capelli |

| Arbitro: | Gronda (Milano) |

|                                |           |  |
| Canonico 32’ Bassetti 70’, 71’ | Marcatori |  |

| Castellammare di Stabia 2 novembre 1952 7ª giornata | Stabia            | 0 – 0 referto | Lecce | \| Arbitro: \| Ferrari (Firenze) \| |
| Arbitro:                                            | Ferrari (Firenze) |               |       |                                     |

| Arbitro: | Raulle (Roma) |

|                                                             |           |  |
| Molina 17’ Tiriticco 32’ (aut.) Korostelev 38’ Vicpalek 48’ | Marcatori |  |

| Arbitro: | Di Leo (Mestre) |

|              |           |  |
| Cereseto 10’ | Marcatori |  |

| Castellammare di Stabia 23 novembre 1952 10ª giornata | Stabia          | 0 – 0 referto | Livorno | \| Arbitro: \| Casati (Varese) \| |
| Arbitro:                                              | Casati (Varese) |               |         |                                   |

| Arbitro: | Maccioni (Padova) |

|                       |           |                   |
| Campagnoli 62’ (rig.) | Marcatori | 22’, 30’ Castaldi |

| Arbitro: | Notargiacomo (Roma) |

|                           |           |  |
| Bandinotti 1’ Martire 53’ | Marcatori |  |

| Arbitro: | Grandville (Roma) |

|              |           |                        |
| Castaldi 65’ | Marcatori | 27’ Mari 50’ Personeni |

| Castellammare di Stabia 21 dicembre 1952 14ª giornata | Stabia             | 0 – 0 referto | Reggiana | \| Arbitro: \| Famulasi (Messina) \| |
| Arbitro:                                              | Famulasi (Messina) |               |          |                                      |

| Arbitro: | Raule (Roma) |

|                                    |           |                    |
| Canavesi 45’ Tortul 51’ Bretti 69’ | Marcatori | 71’ (rig.) Casuzzi |

| Arbitro: | Pizzato (Mestre) |

|             |           |                                   |
| Ganelli 38’ | Marcatori | 24’ Rosati 32’ Trevisani 84’ Buda |

| Arbitro: | Gronda (Milano) |

|                                |           |  |
| Tuberosa 47’ Tagnin 50’ (rig.) | Marcatori |  |

#### Girone di ritorno
| Arbitro: | Zoli (Pontedera) |

|                        |           |  |
| Castaldi 53’ Beghi 56’ | Marcatori |  |

| Arbitro: | Ferrari (Firenze) |

|                                |           |  |
| Ferretti 41’, 59’ Traini I 89’ | Marcatori |  |

| Arbitro: | Rigato (Mestre) |

|           |           |          |
| Beghi 51’ | Marcatori | 55’ Rosa |

| Arbitro: | Adami (Roma) |

|                        |           |           |
| Visconti 12’ Milli 13’ | Marcatori | 35’ Beghi |

| Venezia 19 marzo 1953 22ª giornata            | Venezia   | 1 – 0 referto | Stabia |  |
| \| \| \| \| \| Colosio 67’ \| Marcatori \| \| |           |               |        |  |
|                                               |           |               |        |  |
| Colosio 67’                                   | Marcatori |               |        |  |

| Arbitro: | Moriconi (Roma) |

|                            |           |              |
| Gatti 22’ Bisogno 46’, 90’ | Marcatori | 45’ Bassetti |

| Arbitro: | Fumagalli (Milano) |

|               |           |          |
| Bislenghi 55’ | Marcatori | 1’ Gatti |

| Arbitro: | Matteucci (Roma) |

|                           |           |  |
| Cereseto 35’ Castaldi 63’ | Marcatori |  |

| Arbitro: | Casati (Varese) |

|                                     |           |              |
| Giraudo 7’, 11’ Bertoni 84’ Rao 86’ | Marcatori | 47’ Castaldi |

| Arbitro: | Andreoli (Milano) |

|                     |           |  |
| Petersen 75’ (rig.) | Marcatori |  |

| Arbitro: | Smorto (Reggio Calabria) |

|                                |           |                                      |
| Casuzzi 60’ (rig.) Ganelli 87’ | Marcatori | 10’ Rossi 28’ Gaslini 45’ Campagnoli |

| Arbitro: | Campanati (Milano) |

|                                           |           |                                    |
| Ganelli 31’, 59’ Gatti 47’ Beghi 56’, 87’ | Marcatori | 14’ (aut.) Tiriticco 80’ Fontanesi |

| Arbitro: | Monzano (Torino) |

|                                |           |  |
| Trevisan 22’ Seratoni 31’, 78’ | Marcatori |  |

| Arbitro: | Bombacigno (Bari) |

|                                                        |           |           |
| Zucchini 35’, 61’ Sandukcic 63’ Pelloni 70’ Bonini 75’ | Marcatori | 45’ Gatti |

| Arbitro: | Famulari (Messina) |

|           |           |                   |
| Beghi 76’ | Marcatori | 33’ (rig.) Tortul |

| Arbitro: | Savi (Bergamo) |

|                      |           |             |
| Vultaggio 30’ (aut.) | Marcatori | 52’ Casuzzi |

| Arbitro: | Cartei (Firenze) |

|                                 |           |  |
| Castaldi 26’ Casuzzi 36’ (rig.) | Marcatori |  |

## Statistiche

### Statistiche di squadra
| Competizione | Punti | In casa | In casa | In casa | In casa | In casa | In casa | In trasferta | In trasferta | In trasferta | In trasferta | In trasferta | In trasferta | Totale | Totale | Totale | Totale | Totale | Totale | DR  |
| Competizione | Punti | G       | V       | N       | P       | Gf      | Gs      | G            | V            | N            | P            | Gf           | Gs           | G      | V      | N      | P      | Gf     | Gs     | DR  |
| ------------ | ----- | ------- | ------- | ------- | ------- | ------- | ------- | ------------ | ------------ | ------------ | ------------ | ------------ | ------------ | ------ | ------ | ------ | ------ | ------ | ------ | --- |
| Serie C      | 24    | 17      | 6       | 8       | 3       | ?       | ?       | 17           | 1            | 2            | 14           | ?            | ?            | 34     | 7      | 10     | 17     | 34     | 58     | -24 |

### Statistiche dei giocatori
| Giocatore    | Serie C  | Serie C |
| Giocatore    | Presenze | Reti    |
| ------------ | -------- | ------- |
| R. Beghi     | 32       | 7       |
| M. Bisogno   | 21       | 3       |
| F. Castaldi  | 25       | 7       |
| F. Casuzzi   | 31       | 5       |
| G. Cereseto  | 27       | 3       |
| C. Cutolo    | 1        | 0       |
| Esposito     | 1        | 0       |
| A. Francese  | 28       | 1       |
| L. Ganelli   | 18       | 4       |
| Gatti        | 29       | 4       |
| Gisci        | 19       | 0       |
| Imparato     | 2        | 0       |
| F. Mazzetti  | 24       | -43     |
| B. Nardi     | 17       | 0       |
| V. Ragnetti  | 10       | -15     |
| L. Riconda   | 4        | 0       |
| S. Rollino   | 9        | 0       |
| F. Tanelli   | 28       | 0       |
| R. Tiriticco | 32       | 0       |
| L. Vultaggio | 16       | 0       |